# Matthew Broderick
Matthew Broderick (New York, 21 maart 1962) is een Amerikaans acteur. Hij won in 2005 het Hollywood Film Festival in de categorie beste bijrolspeler van het jaar. Voor zijn rol in Ferris Bueller's Day Off werd hij genomineerd voor een Golden Globe.
Broderick is de zoon van James Broderick, die zelf als acteur actief was in films en televisieseries van 1950 tot en met 1982. In 1997 trouwde Matthew met actrice Sarah Jessica Parker. Zij beviel in 2002 van hun eerste kind, een zoon. Op 22 juni 2009 beviel een draagmoeder van hun tweeling.

## Auto-ongeluk in 1987
Op 5 augustus 1987 veroorzaakte Broderick een dodelijk auto-ongeluk waarbij twee personen overleden.